# بريخان خانم
أمِيرَةُ العَوَالِم فَاطِمَةُ الزَّمَان پَريخَان خَانُم (بالفارسية: شاهدخت عالمیان فاطمه‌الزمانی پریخان خانم) (رجب 955هـ - 9 ذو الحجة 985هـ المُوافق فيه آب (أغسطس) 1548م - 17 شباط (فبراير) 1578م) المعروفة اختصارًا بِـ«پريخان خانم» أو «پر‌يخان بيگم»، هي أميرة صفويَّة ابنة الشاه طهماسب الأوَّل. كانت شخصيَّة مؤثرة في الدَّولة الصفويَّة تولَّت الإدارة الفعليَّة لِلبلاد في فترتين، الأولى: بعد وفاة والدها الشاه طهماسب الأول، والفترة الثَّانية: بعد موت أخيها الشاه إسماعيل الثاني. وقد كانت سيِّدة مُتعلِّمة واسعة الاطِّلاع في العُلُوم الإسلاميَّة كالفقه فضلًا عن كونها شاعرة قديرة.